# Marcel Schwob
Marcel (Mayer André) Schwob (Chaville, 23 agosto 1867 – Parigi, 26 febbraio 1905) è stato uno scrittore francese.

## Biografia
Scrittore di stile innovativo all'epoca vittoriana, simbolista fratello di Maurice Schwob, il suo nome è ricordato fra i grandi della letteratura francese come Stéphane Mallarmé, Octave Mirbeau e André Gide.

## Critica
Alfred Vallette, direttore del Mercure de France fu prodigo di complimenti sulla sua rivista parlando di lui (nel 1892) mentre non di meno fece Téodor de Wyzewa l'anno successivo quando disse che i suoi scritti erano il futuro della letteratura. 

## L'incontro con Oscar Wilde
Schwob è stato anche il traduttore delle opere di Oscar Wilde dall'inglese al francese: nei vari incontri descrisse Wilde come un accanito consumatore di fumo (di importazione egiziana, con piccole aggiunte di oppio) che per lui era come una droga, un assenzio, anche se poi Wilde si seppe prendere una bella rivincita a parole, quando con una metafora lo paragonò a un assassino e a un molestatore di donne innocenti.

## Citazioni letterarie
A Marcel Schwob il drammaturgo francese Alfred Jarry dedicò la sua più famosa opera teatrale: l'Ubu re, pubblicata nel 1896.

## Opere principali
- Étude sur l’argot français, 1889
- Cœur double, 1891 (Cuore doppio, trad. di Angelo Mainardi, Edizioni Kami, Roma, 2005)
- Le Roi au masque d'or, 1892 (Il re dalla maschera d'oro e altri racconti, trad. di Maria Teresa Giaveri, Moizzi, Bergamo, 1981; poi SugarCo, Milano, 1983)
- Mimes, 1893 (I mimi, trad. di S. Baroni, Duepunti, Palermo, 2006; Argo, Lecce, 2013)
- Le livre de Monelle, 1894 (Il libro di Monelle, trad. di Rashida Agosti, Serra e Riva, Milano, 1979, poi SE, Milano, 1997, 2013)
- La croisade des enfants, 1896 (La crociata dei bambini, trad. di Giovanni Mariotti, Franco Maria Ricci, Milano, 1972; poi SE, Milano, 1988, 2004)
- Spicilège, 1896
- Vies imaginaires, 1896 (Vite immaginarie, trad. di Irene Brin, Capriotti, Roma, 1946; trad. di Maria Teresa Escoffier, Longanesi,  Milano, 1954; trad. di Fleur Jaeggy, Adelphi, Milano, 1972, nuova ed. 2012; trad. di Nicola Muschitiello, Rizzoli, Milano, 1994; a cura di O. Austin, Stampa Alternativa Nuovi Equilibri, 1995;  trad. di Cristiana Lardo, Azimut, Roma, 2005)
- La Légende de Serlon de Wilto, 1899
- La lampe de Psyché, 1903 (La lampada di Psiche, trad. di Catherine Mc Gilvray, Fazi, Roma, 1995, raccoglie Il libro di Monelle, Mimi, La crociata dei bambini, La stella di legno)
- Mœurs des diurnales (con lo pseudonimo di Loyson-Bridet), 1903
- Vers Samoa (postumo) (Viaggio a Samoa, trad. di Paolina Preo Messina, SugarCo, Milano, 1986; a cura di Daniela Marin, Ibis, 2004)

### Antologie in italiano
- Il terrore e la pietà. Racconti e scritti vari, a cura di Nicola Muschitiello, Einaudi, Torino 1992
- La porta dei sogni, a cura di Orazio Leogrande, Avagliano, Roma, 2005